# Józef Reiss
Józef Władysław Reiss, ps. Jan Dembina (ur. 4 sierpnia 1879 w Dębicy, zm. 22 lutego 1956 w Krakowie) – polski muzykolog, encyklopedysta muzyki. 

## Życiorys
Absolwent historii na krakowskim Uniwersytecie Jagiellońskim oraz muzykologii w Wiedniu. Od 1901 roku wykładał w krakowskim Konserwatorium, od 1922 roku także na Uniwersytecie Jagiellońskim jako docent, od 1945 roku jako profesor. Historyk muzyki polskiej i jej popularyzator. Autor wielu prac naukowo-badawczych i podręczników dla szkół muzycznych. Pochowany na cmentarzu Rakowickim w Krakowie.

## Ordery i odznaczenia
- Złoty Krzyż Zasługi (9 listopada 1931)[2]

## Książki
- Melodie psalmowe Mikołaja Gomółki (1911/1912),
- Formy muzyczne (1917),
- Historia muzyki w zarysie (1920),
- Beethoven (1920),
- Problem treści w muzyce (1922),
- Harmonia (1923),
- Przyczynki do dziejów muzyki w Polsce (1923),
- Henryk Wieniawski (1931),
- Almanach muzyczny Krakowa 1780-1914 (tom 1–2 1939),
- Elementarz muzyczny (1944),
- Mała historia muzyki (1946),
- Najpiękniejsza ze wszystkich jest muzyka polska (1946),
- Skrzypce i skrzypkowie (1955),

także:
Encyklopedia muzyki (1924) i Podręczna encyklopedia muzyki (1949–1950), wydane w całości jako Mała encyklopedia muzyki (1960).